# 巴尔德卡瓦列罗斯
巴尔德卡瓦列罗斯，是西班牙埃斯特雷马杜拉巴达霍斯省的一个市镇。总面积90平方公里，总人口1369人（2001年），人口密度15人/平方公里。